# مولوکای
۲۱°۰۸′ شمالی ۱۵۷°۰۲′ غربی / ۲۱٫۱۳۳°شمالی ۱۵۷٫۰۳۳°غربی
مولوکای (به انگلیسی: Molokai) پنجمین جزیره از نظر وسعت در جزایر هشت‌گانه ایالت هاوایی آمریکا در اقیانوس آرام است.
نیاکان مردم جزایر هاوایی هم‌چنین بر این باور بودند که جزیره مولوکای نسبت به جزیره‌های همسایه خود مانای قدرتمندتری دارد. مانا به معنی نیروی فراطبیعی در اسطوره‌های پلی‌نزیایی است.

## نگارخانه

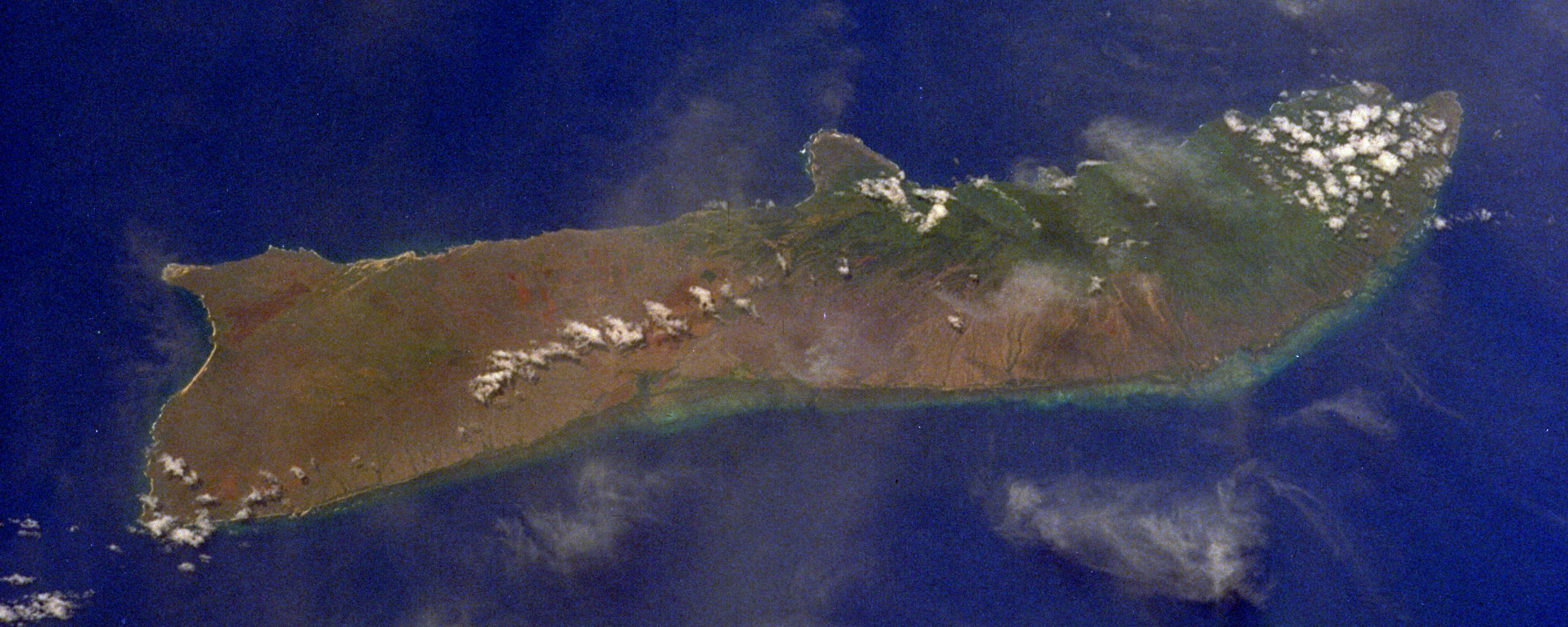